# Elaphoglossum liaisianum
Elaphoglossum liaisianum là một loài thực vật có mạch trong họ Lomariopsidaceae. Loài này được (Glaz. ex Fée) Brade mô tả khoa học đầu tiên năm 1956.